# IRobot
iRobot Corporation è un'azienda fondata nel 1990 che progetta e realizza robot domestici per la pulizia della casa e robot militari per compiti di pulizia.

## Storia
iRobot venne fondata nel 1990 da Rodney Brooks, Colin Angle e Helen Greiner dopo aver lavorato al Massachusetts Institute of Technology presso il MIT Computer Science and Artificial Intelligence Laboratory.
Nel 1998 l'azienda riceve un contratto DARPA per lo sviluppo del PackBot. Nel settembre 2002, iRobot presenta Roomba, che vende un milione di esemplari nel giro di pochi anni. iRobot viene quotata in borsa presso il NASDAQ nel novembre 2005, simbolo IRBT. Nel settembre 2012 iRobot annuncia l'acquisizione di Evolution Robotics, costruttore del Mint. iRobot al 2012 ha venduto 8 milioni di robot domestici e 5.000 robot militari.
Come robot artificiere usato in Iraq e Afghanistan, PackBots è stato anche usato per il disastro di Fukushima Dai-ichi e IRobot Seaglider nel disastro ambientale della piattaforma petrolifera Deepwater Horizon.

## Robot domestici

### Roomba
Roomba è un aspirapolvere robot commercializzato per la prima volta nel 2002. L'azienda intenzionalmente permette ai clienti di hackerare il robot per migliorarne le funzionalità. L'API è pubblico e la porta seriale facilmente accessibile.

### Scooba
Scooba è il robot domestico iRobot per lavare i pavimenti. Commercializzato per la prima volta nel 2005 e su larga scala nel 2006.

### Create
Create è un robot per hobby del 2007.

### Verro
Verro è un pulitore di piscine in commercio dall'aprile del 2007.

### Looj
Looj è un puliscigrondaie presentato nel settembre 2007.

## Robot militari

### PackBot
PackBot è prodotto in serie. Più di 2.000 esemplari sono presenti in Iraq e Afghanistan.

### SUGV
- Robot per United States Army Future Combat Systems.

1. R-Gator